# Modderworstelen

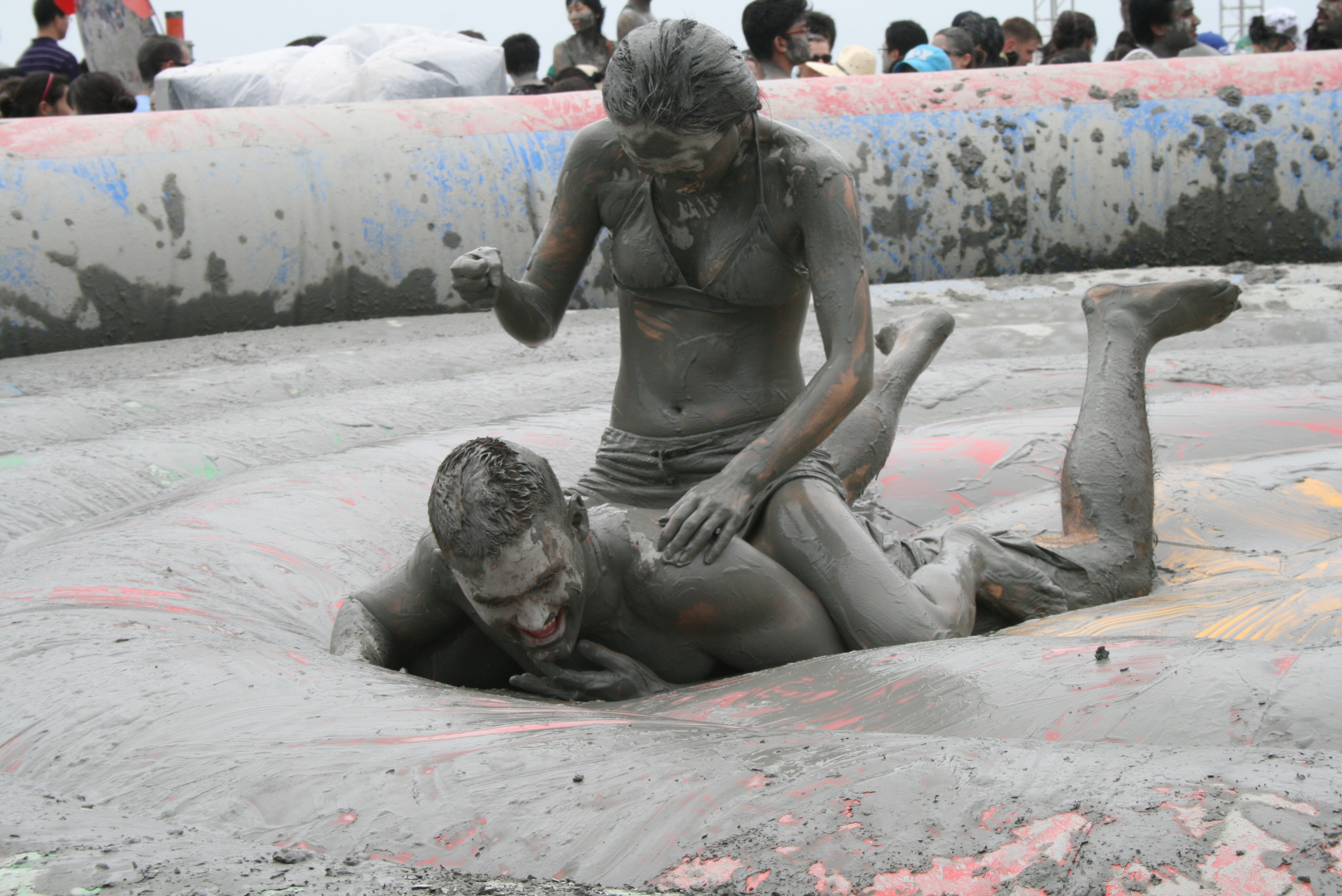
Modderworstelen tussen een vrouw en een man

Modderworstelen is een worstelsport, die door vrouwen en mannen wordt beoefend. In de jaren dertig van de twintigste eeuw kreeg deze sport bekendheid in Californië. Deze sport is populair in de Verenigde Staten, het Verre Oosten en Oost-Europa.
Deze sport wordt ook wel beoefend als groepsspel en als erotisch vermaak door schaarsgeklede acteurs.

## Afbeeldingen

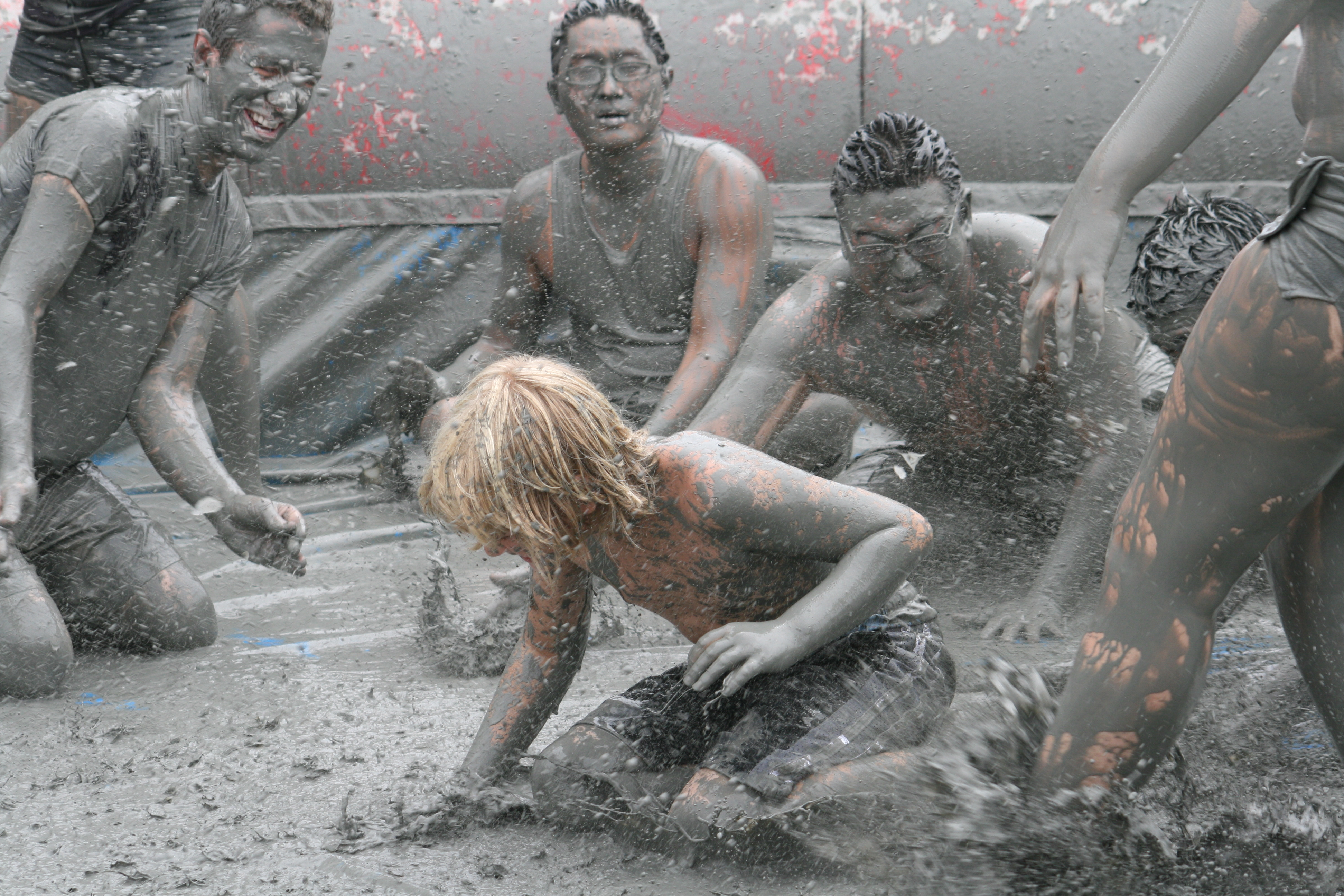
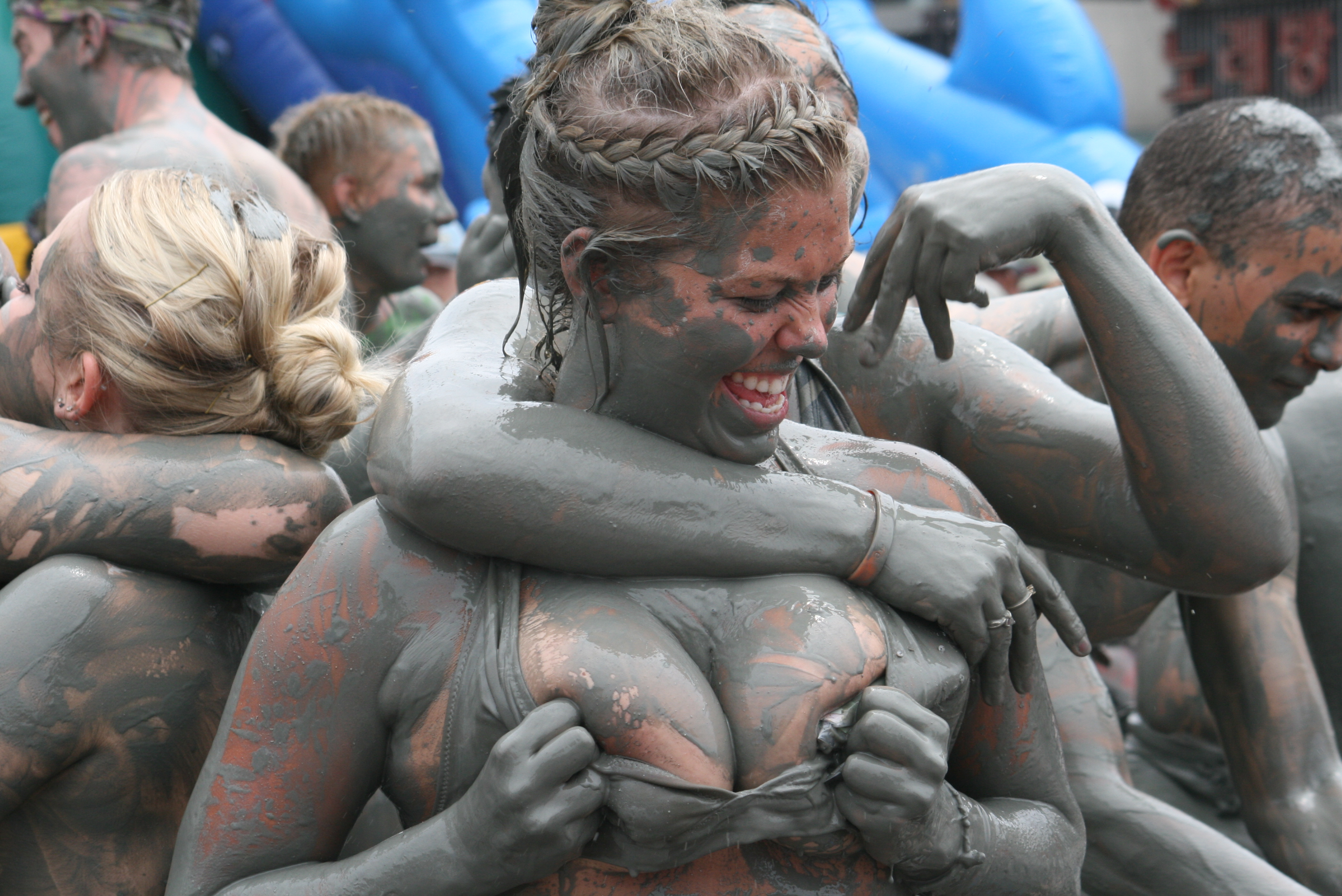